# フレッド・トレイシー
フレドリック・S・トレイシー（Frederick S. Treacey、1847年 - 没年不明）は、19世紀のアメリカ合衆国・メジャーリーグベースボールの外野手。ニューヨーク州ブルックリン生まれ。

## 経歴
- 1847年、ブルックリンで生まれる。
- 1867年から全米野球選手協会でプレーし、1870年創設1年目のシカゴ・ホワイトストッキングスに入団。
- 1871年に創設したナショナル・アソシエーションで初代本塁打王を獲得。
- 1876年、創設1年目のナショナルリーグで引退。

## 詳細情報

### 通算成績
269試合1250打席301安打7本塁打142打点　打率.244

### 獲得タイトル・記録
- 本塁打王 1回：1871年